# ク詞法
ク詞法（日语：ク語法）是日語中、用言詞尾加上「く」以生成表示「～（する）こと/ところ/もの」（~這件事、~這樣的狀態、~這樣一回事）等含義的名詞的詞法（活用形的一種）。在絕大多數的情況下、ク詞法相當於用言後接形式名詞「コト」、但記紀歌謡等之中，也有應爲表示「モノ」的含義的例子。

## 來源
ク詞法被認爲本来是用言的連体形後接名詞「あく」而成、這個「あく」只在「あくがる」（心從本來的處所（あく）離開（かる）的意思、即現代日語的的「あこがれる（憧憬）」）中被發現、但被推定爲表示「こと」「ところ」的形式名詞。奈良時代以前的日語中、作爲特色的是，不支持母音連続的發音習慣、如果用言後接名詞「あく」、連続的母音將會變成融合後的樣子。於是，若是將融合了的状態視作活用詞尾，將會產生相當的不一致性、但如果以名詞「あく」考慮的話、除了一個例外，可以全部統一説明。
- 四段活用動詞「いふ」、並非未然形+「く」、而是連体形「いふ」+「あく」而成「いはく」
ipu + aku → ipuaku → ipaku
- サ変活用動詞「する」、並非終止形+「らく」、連体形「する」+「あく」而成「すらく」
suru + aku → suruaku → suraku
- 形容詞「安し」、連体形「安き」+「あく」而成「安けく」
yasuki + aku → yasukiaku → yasukeku
- 否定的助動詞「ず」、連体形「ぬ」+「あく」而成「なく」
nu + aku → nuaku → naku